# Köln Hauptbahnhof
Köln Hauptbahnhof, zkráceně Köln Hbf, je hlavní nádraží v Kolíně nad Rýnem s průměrným počtem cestujících 280 000 denně. Provozuje jej dceřiná společnost největší železniční společnosti v Německu Deutsche Bahn – DB InfraGO, která je zodpovědná za více než 5 000 stanic německé železniční sítě. Nádraží je významnou destinací dálkových, vysokorychlostních vlaků Intercity-Express zkráceně ICE. Navazuje na železniční síť v Kolíně nad Rýnem S-Bahn a Stadtbahn.

## Historie

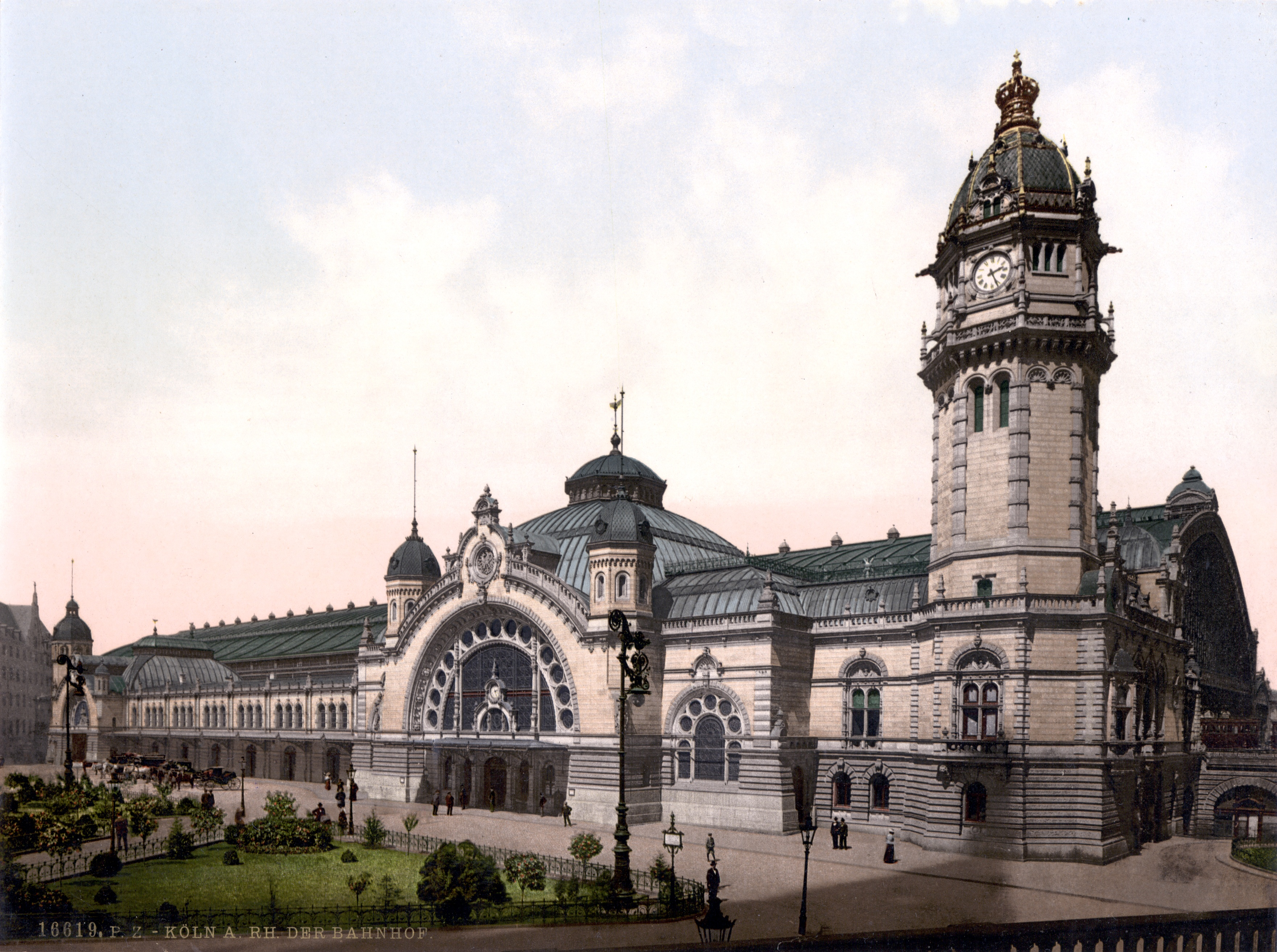
Hlavní nádraží v roce 1900

Dnešnímu hlavnímu nádraží předcházelo několik menších železničních stanic umístěných v okolí centra města, provozovalo je více železničních společností. Na západním břehu řeky Rýn, byly železniční stanice společností (starý pravopis) Bonn-Cölner Eisenbahn-Gesellschaft BCE, (starý pravopis) Cöln-Crefelder Eisenbahn-Gesellschaft CCE, Rheinische Eisenbahn-Gesellschaft RhE. Na východním břehu řeky Rýn pak železniční stanice společností Bergisch-Märkische Eisenbahn-Gesellschaft BME, (starý pravopis) Cöln-Mindener Eisenbahn-Gesellschaft CME.
Původní hlavní nádraží (německy Centralbahnhof) bylo otevřeno dne 5. prosince roku 1859, navrhl jej Hermann Otto. Nádraží brzy naplnilo svoji kapacitu, avšak železniční společnost Rheinische Eisenbahn-Gesellschaft RhE tehdejší provozovatel nádraží, neměl zájem na rozvoji stanice a to z důvodu prospěchu konkurenčních společností. Skutečné plánování a rozšíření nádraží, přišlo až po znárodnění železnic v roce 1880.
Při plánování nového hlavního nádraží, bylo zvažováno více možností. Tou první byla výstavba nového nádraží na jiném místě. Původní nádraží by plnilo úlohu menší železniční stanice. Druhou možností byla výstavba nové nádražní budovy na stejně místě, s rozšířením nástupišť a výstavbou dvou menších železničních stanic na západě (starý pravopis) Cöln West a jihu (starý pravopis) Cöln Süd. Přijata byla druhá možnost, stavba započala v roce 1889, nádražní budovu navrhl Georg Frentzen. V roce 1894 byla stavba dokončena. Během restrukturalizace všech železničních tratí v oblasti Kolína na Rýnem v letech 1905-1911, prošlo hlavní nádraží další přestavbou. Pouze čekárny pro I. a II. třídu přežily druhou světovou válku a následné úpravy provedené po válce, slouží i dnes v podobě restaurace a centra Alter Wartesaal.
Již několik let po druhé světové válce přišla debata o tom, zdali hlavní nádraží nebude potřeba přestavět. V roce 1953 přišla demolice jedné z budov na západní straně, která byla nahrazena moderní budovou. Stará (původní) nádraží budova, která byla jen lehce poškozena během války a dočasně opravena, byla zničena v roce 1955. Dne 23. září roku 1957 byla otevřena nová nádražní hala, pocházející z návrhu architektů Schmitt a Schneider. Hlavní staniční budova byla postavena na severní straně stanice.
V průběhu budování příměstské železnice S-Bahn až do roku 1991, prošlo nádraží další přestavbou. V roce 2000 bylo otevřeno nákupní centrum, které zahrnuje 70 obchodů, restaurací na ploše 11 500 m².

## Železniční doprava

Schéma sítě S-Bahn

Schéma sítě Stadtbahn

Dálkové spoje: Hlavní nádraží obsluhuje dálkové vnitrostátní i mezinárodní spoje Intercity-Express (dřívější forma názvu je InterCityExpress) - ICE, EuroCity - EC, InterCity - IC jedoucí např. do Berlína, Westerlandu, Hamburku, Hannoveru, Karlsruhe, Mnichova, Vídně, Basileje, Bruselu, Amsterodamu, Paříže.
Regionální spoje: Četné jsou především spoje Regional-Express - RE a Regionalbahn - RB směřující do Aachenu, Krefeldu, Düsseldorfu, Gerolsteinu, Wesel, Siegen, Rheine, Münster.
Meziměstské spoje: Hlavní nádraží je také centrální křižovatkou dvou rychlých dopravních systémů ve městě S-Bahn a Stadtbahn. S-Bahn obsluhuje linky S6, S11, S12, S13. Podzemní stanice Stadtbahn pak linky 5, 6, 18. Tato podzemní stanice není součástí metra, nýbrž městského dopravního systému Stadtbahn, což je rychlá městská dráha.

## Galerie

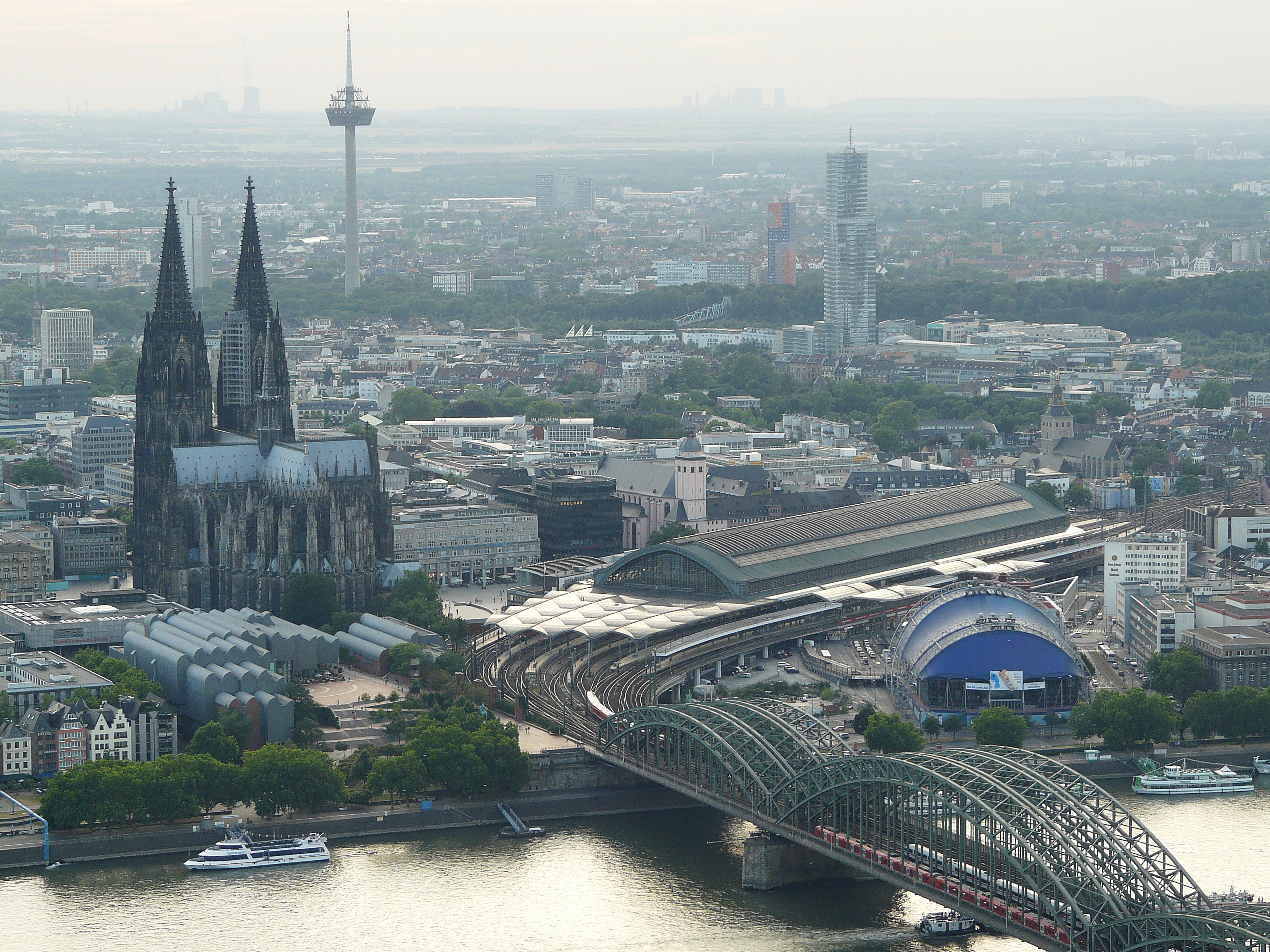
Železniční stanice z ptačí perspektivy
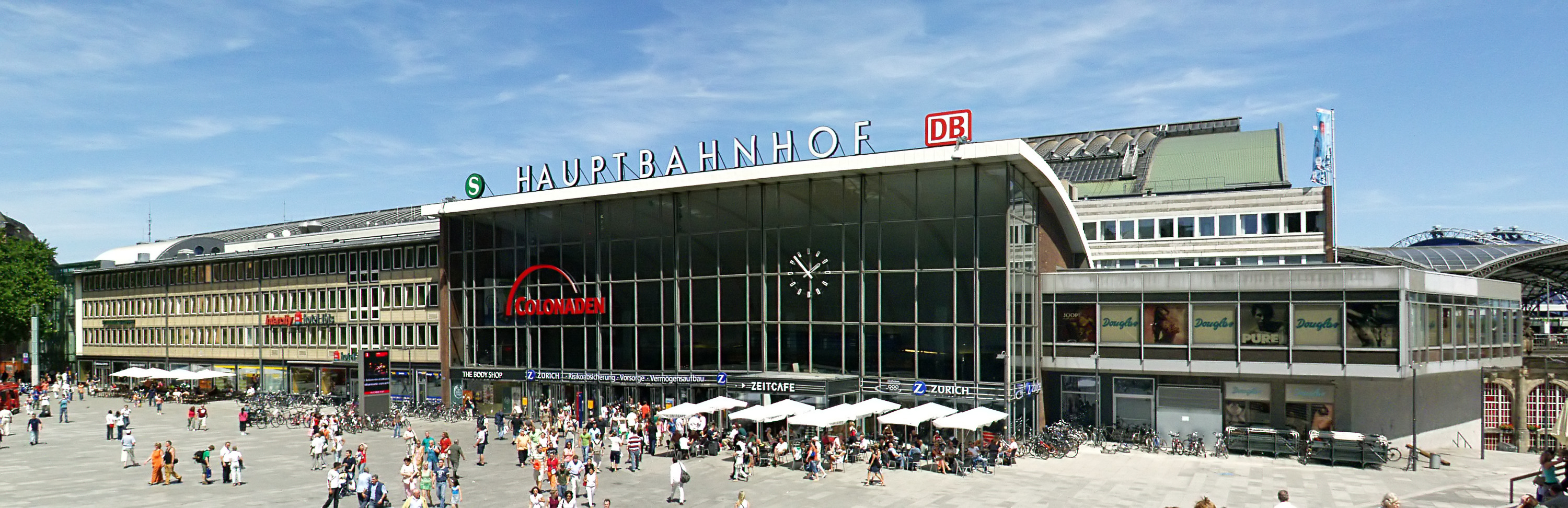
Staniční budova
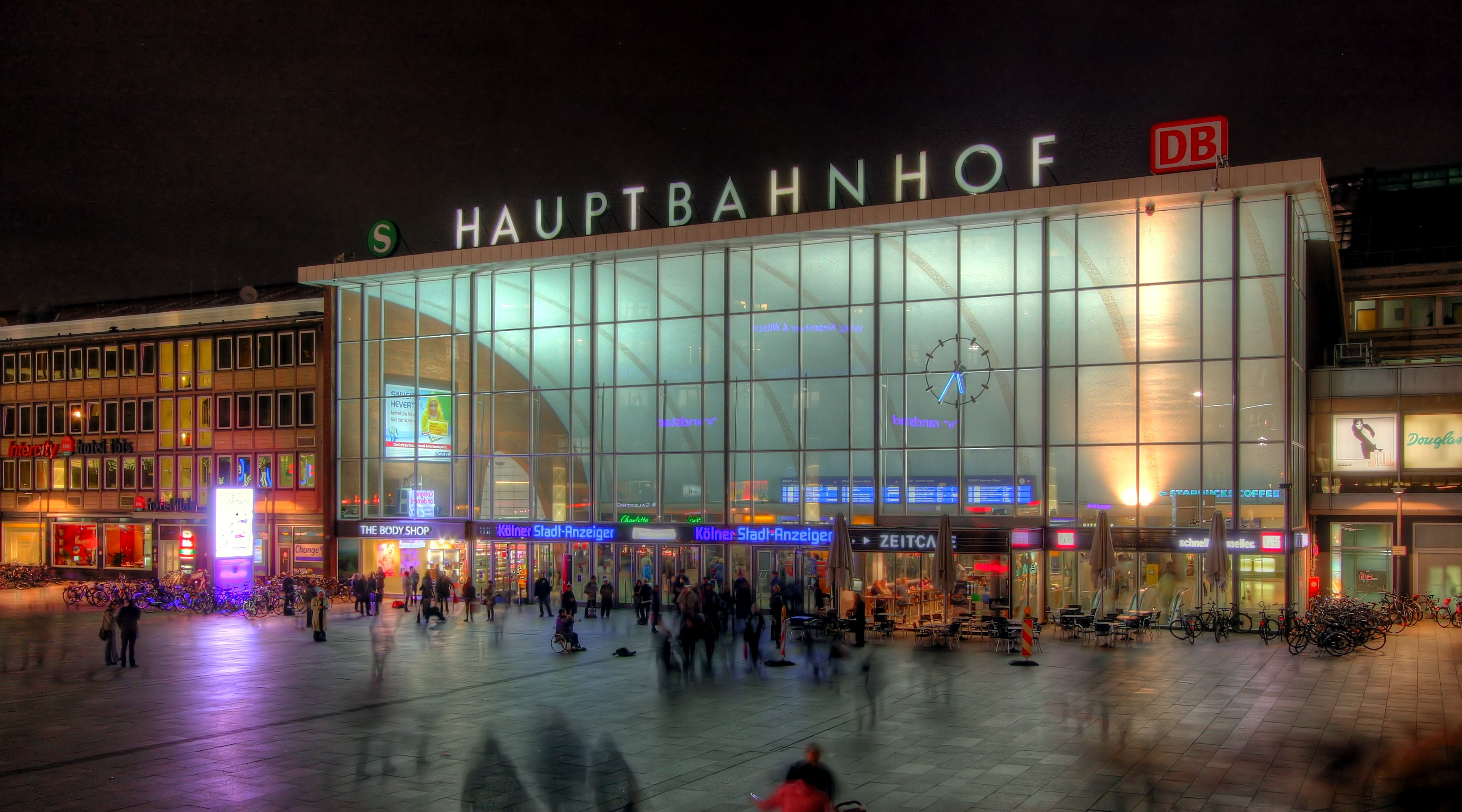
Staniční budova v noci
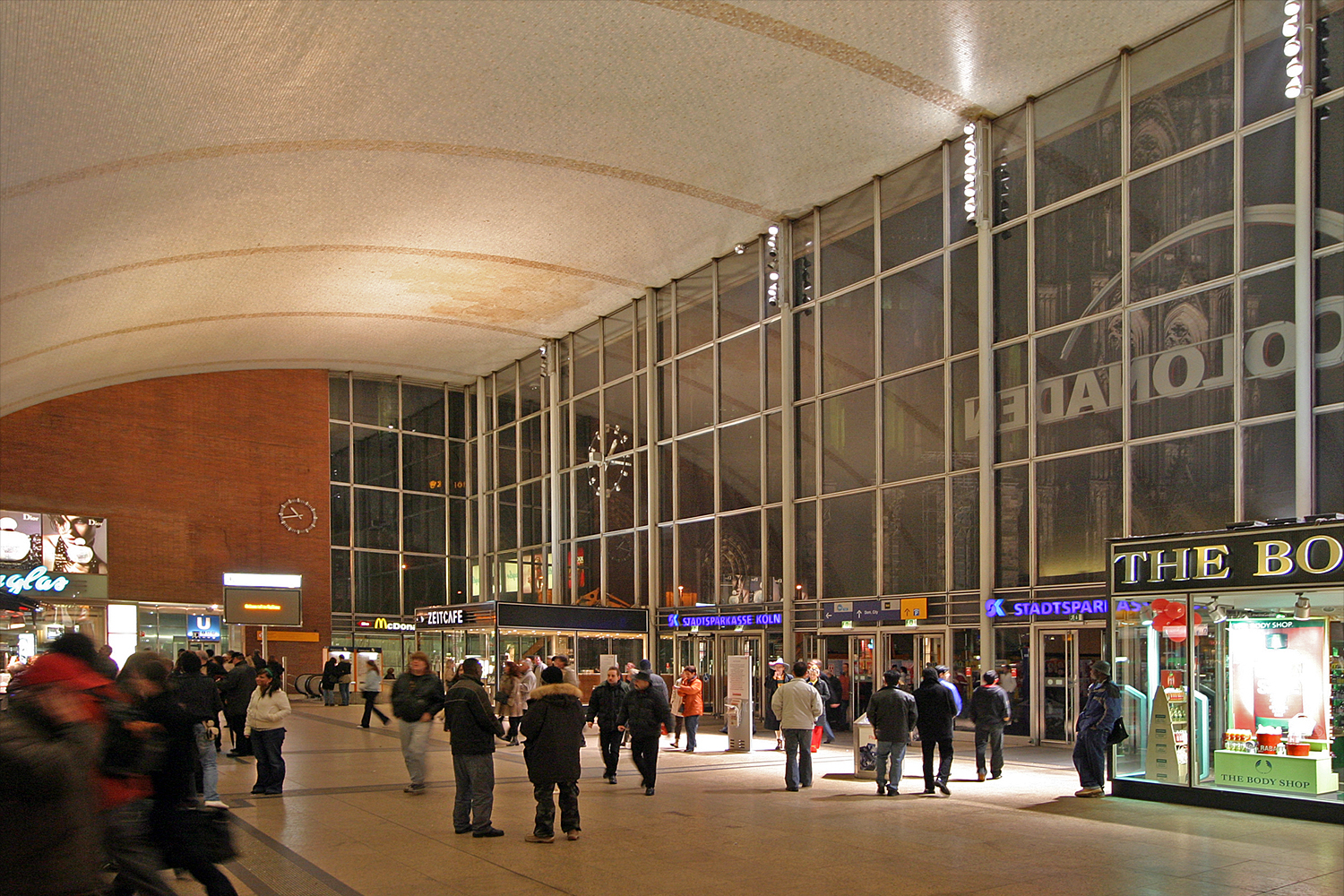
Staniční budova - hala
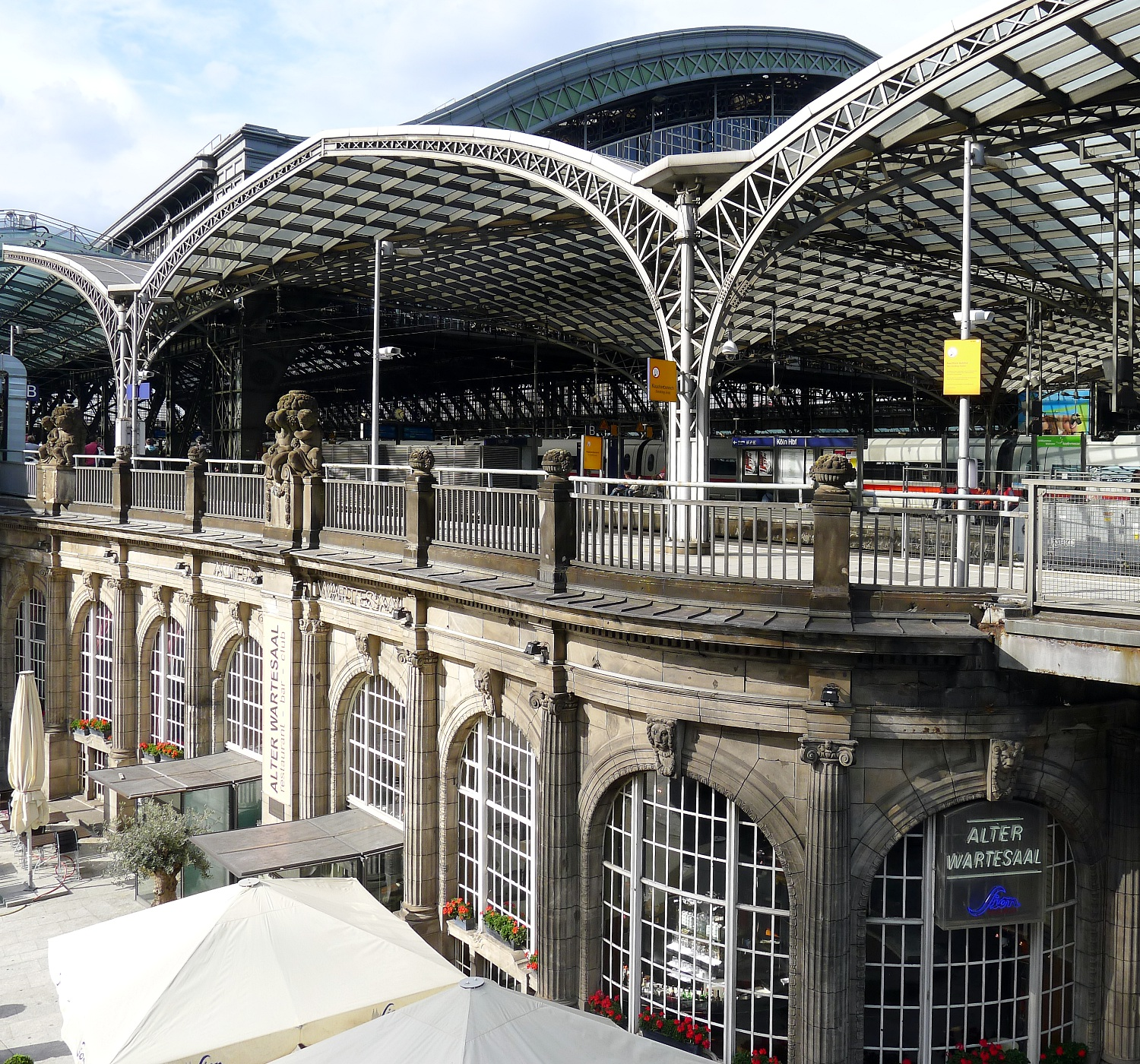
Původní nádražní budova v podobě restaurace a centra Alter Wartesaal.
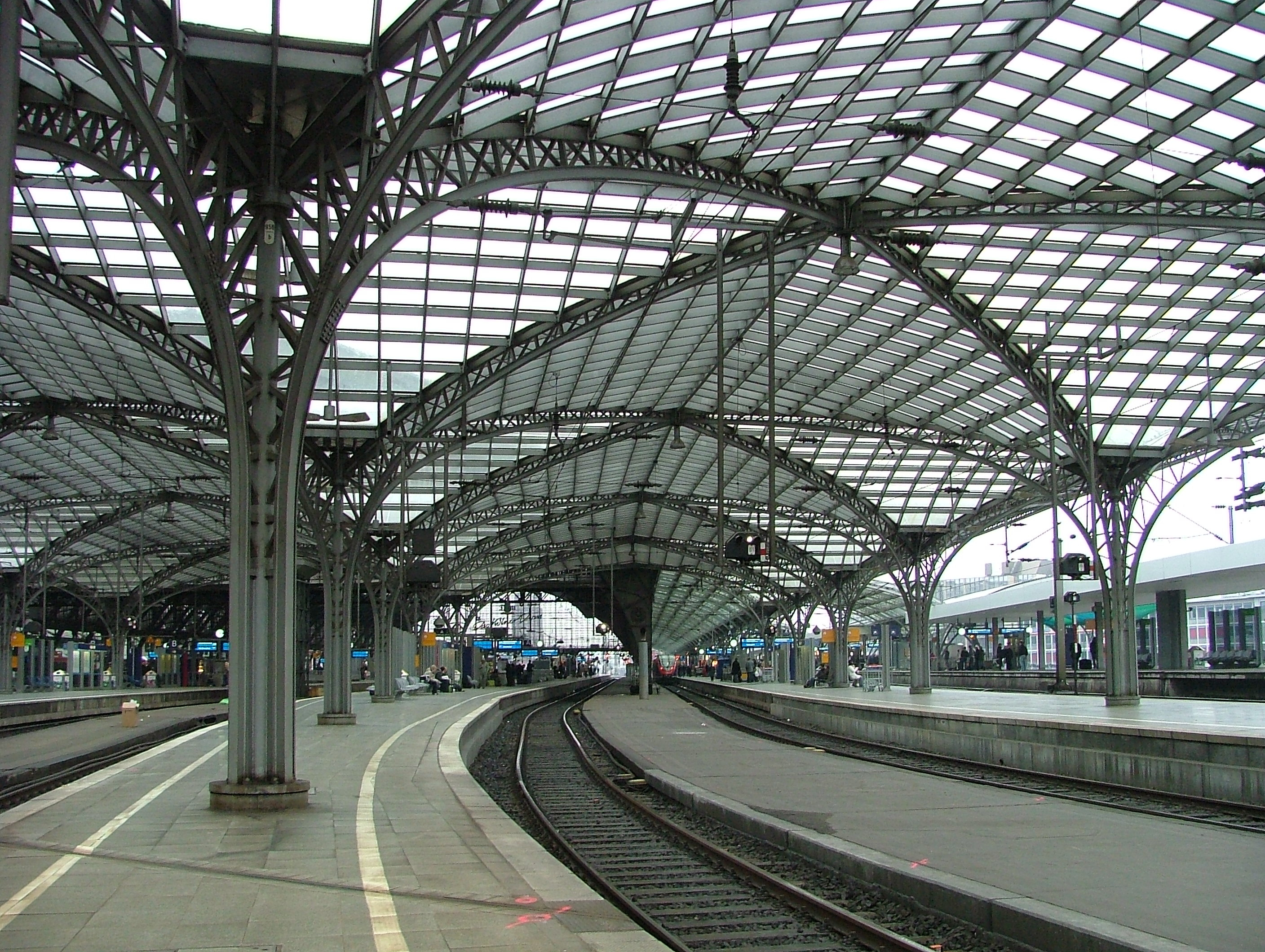
Nádražní dvorana
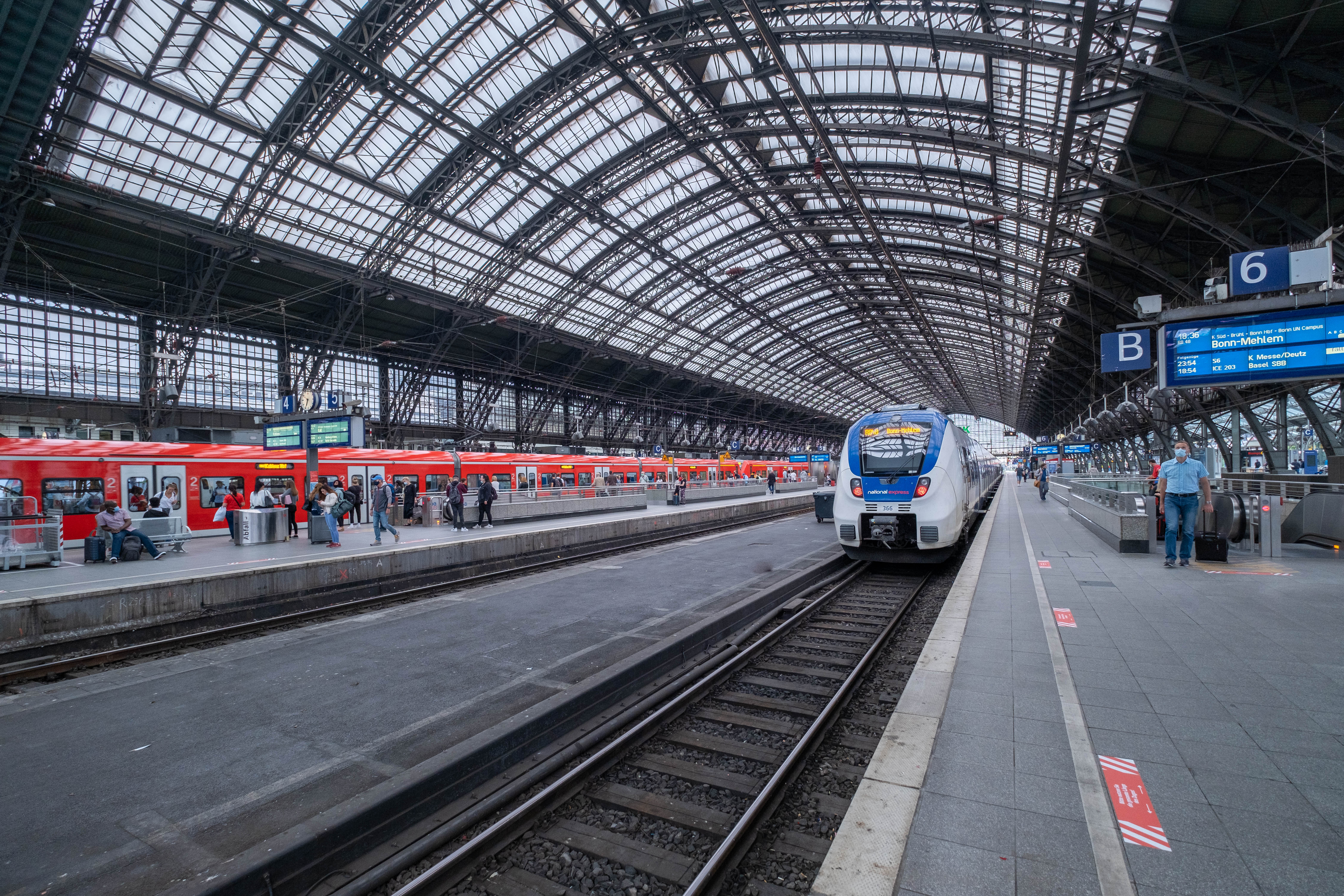
Nádražní dvorana